# Protocetus atavus
A Protocetus atavus az emlősök (Mammalia) osztályának párosujjú patások (Artiodactyla) rendjébe, ezen belül a Whippomorpha alrendjébe és a fosszilis Protocetidae családjába tartozó faj.
Nemének eddig az egyetlen felfedezett faja, és családjának a típusneme.

## Tudnivalók
A Protocetus atavus (jelentése: „első cet”), egy nagyon primitív cetféle volt. Maradványait Egyiptomban, az eocén kori rétegben találták meg.
Az állat hossza 250 centiméter volt. A Protocetus-nak még megvoltak a hátsó uszonyai, a mellső lábán az ujjak között úszóhártya helyezkedett el. Hosszú állkapcsában veszélyes fogak voltak. A Protocetus jól hallott a víz alatt, elődjével, a Pakicetus-szal ellentétben.

## Források

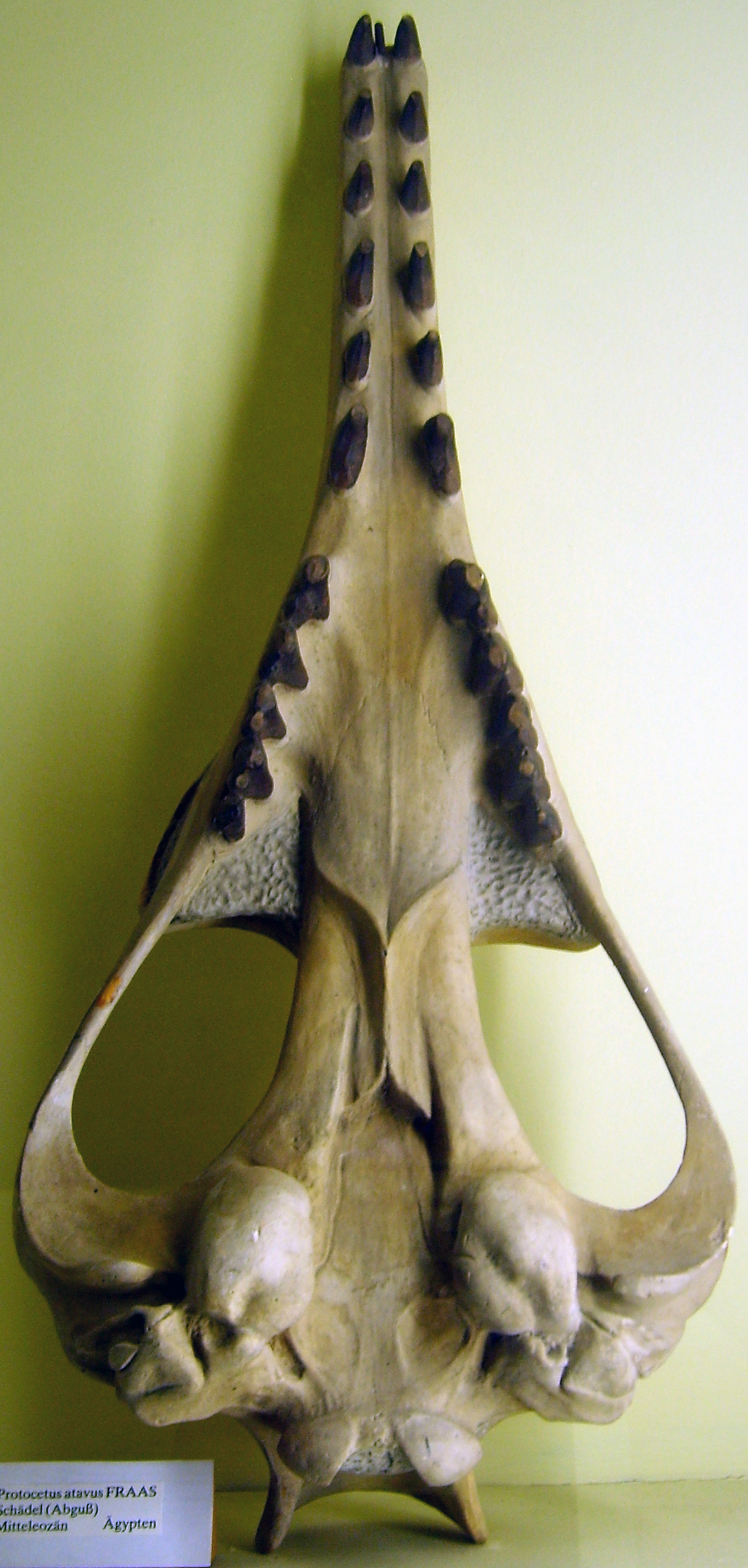
Protocetus atavus koponya a berlini Természettudományi Múzeumban